# Verwisseling
Verwisseling is een Nederlandse voormalige amateurvoetbalvereniging uit Zwolle.

## Geschiedenis
De vereniging werd opgericht op 8 juli 1903. Van 1906 tot 1911 speelde Verwisseling in de 2e klasse van de KNVB. In 1911 fuseerde de club met Zwolle tot Z.V.C. (Zwolle Verwisseling Combinatie). Noch de nieuwe fusieclub, noch Zwolle heeft ooit kunnen promoveren naar de KNVB-competities.